# Yvré-le-Pôlin
Yvré-le-Pôlin är en kommun i departementet Sarthe i regionen Pays de la Loire i nordvästra Frankrike. Kommunen ligger i kantonen Pontvallain som tillhör arrondissementet La Flèche. År 2022 hade Yvré-le-Pôlin 1 734 invånare.

## Befolkningsutveckling
Antalet invånare i kommunen Yvré-le-Pôlin
| Referens: INSEE |